# Paracassidina anasilla
Paracassidina anasilla là một loài chân đều trong họ Sphaeromatidae. Loài này được Bruce miêu tả khoa học năm 1994.